# Kolumna rostralna
Kolumna rostralna (łac. columna rostrata) – pomnik upamiętniający zwycięstwa w bitwie morskiej w postaci wolnostojącej kolumny ozdobionej wystającymi z trzonu dziobami statków pokonanej floty nieprzyjacielskiej.
Kolumny rostralne były znane już w starożytności, widniały również na monetach starożytnego Rzymu, ale rozpowszechniły się w XVIII i XIX wieku. 

## Kolumny starożytne

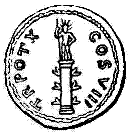
Rzymska kolumna na monecie cesarza Wespazjana

Z okresu starożytnego zachowała się, odnaleziona w Rzymie w roku 1565 u podnóża Kapitolu na Forum Romanum, kolumna Gajusza Duiliusza, który w roku 260 p.n.e. odniósł zwycięstwo nad flotą Kartaginy w bitwie pod Mylae. Po pochodzie triumfalnym zawieszono na trzonie kolumny odcięte okute dzioby statków wroga. Była to najprawdopodobniej pierwsza kolumna rostralna – nazwa pochodzi od łacińskiego "rostra" czyli "dzioby". Inna kolumna z ok. 26 r. p.n.e. upamiętniała zwycięstwo morskie Oktawiana Augusta nad Sekstusem Pompejuszem.

## Kolumny nowożytne
Do najbardziej znanych kolumn rostralnych czasów nowożytnych należą m.in. kolumny w Sankt Petersburgu przed budynkiem Giełdy na Wyspie Wasilewskiej, na Placu Zgody w Paryżu, na Placu Gwiaździstym koło Prateru w Wiedniu i na Columbus Circle w Nowym Jorku. Inne obiekty to: 
- kolumna ku czci cesarza Maksymiliana I – wzniesiona w Puli na półwyspie Istria (obecnie Chorwacja) została po I wojnie światowej przeniesiona do Wenecji

- kolumna-fontanna ku czci bogini Romy na Piazza del Popolo w Rzymie

- kolumna upamiętniająca postać kapitana Tomasza Grenville'a, poległego w maju 1747 w starciu z flotą francuską, w ogrodach Stowe Landscape Gardens w hrabstwie Buckinghamshire w Wielkiej Brytanii

- kolumna upamiętniająca bitwę morską pod Czesmą (5–7 lipca 1770) – wzniesiona w roku 1778 w Carskim Siole

- latarnia z dziobami okrętów w Wołgodońsku nad Zbiornikiem Cymlańskim – powstała na początku lat 50. XX wieku

W pomniku Piotra Wielkiego w Moskwie jego autor, rzeźbiarz gruziński Zurab Cereteli umieścił w części cokołowej dzioby statków, wzorowane na kolumnach rostralnych.

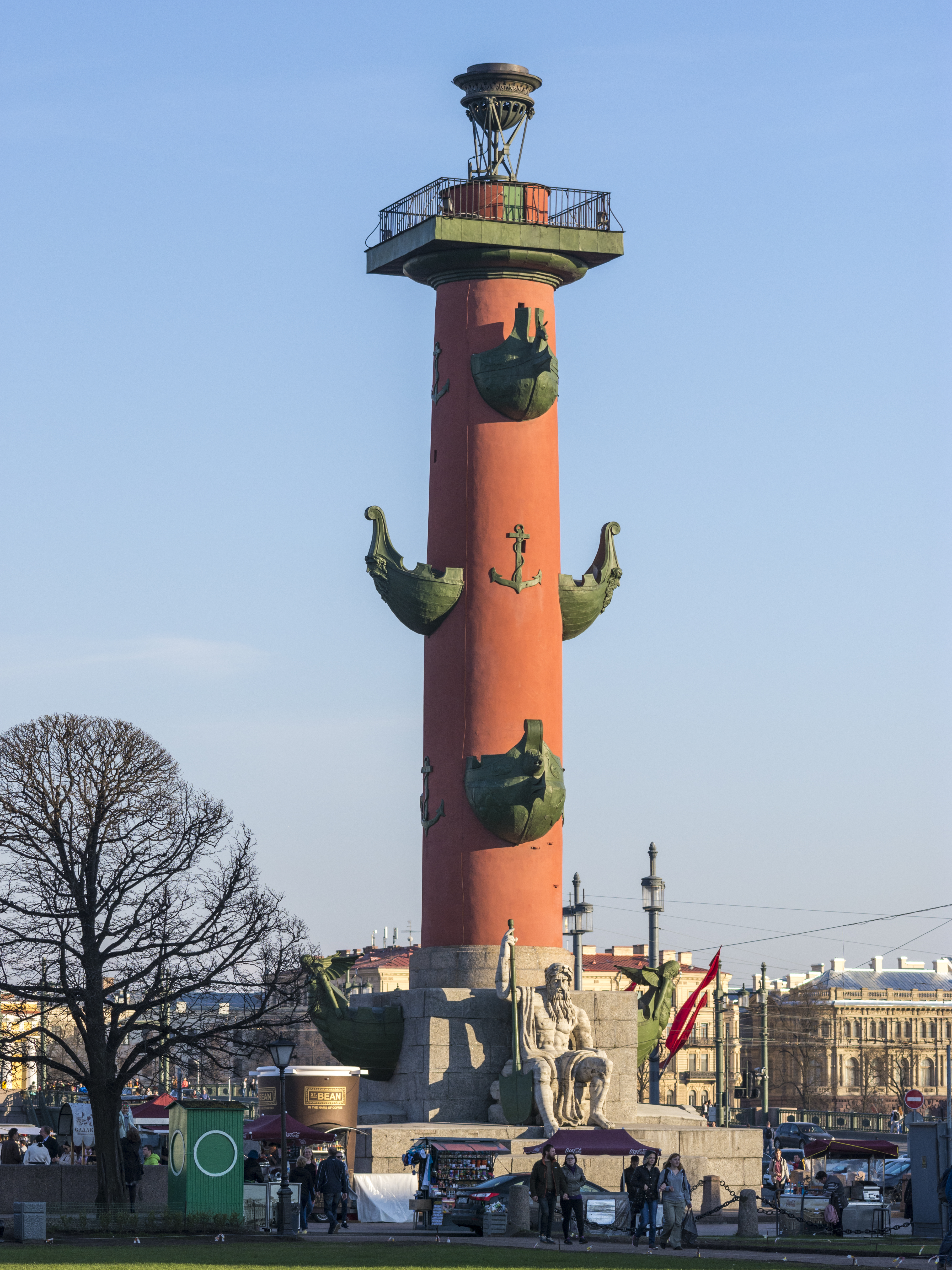
Kolumna w Sankt Petersburgu
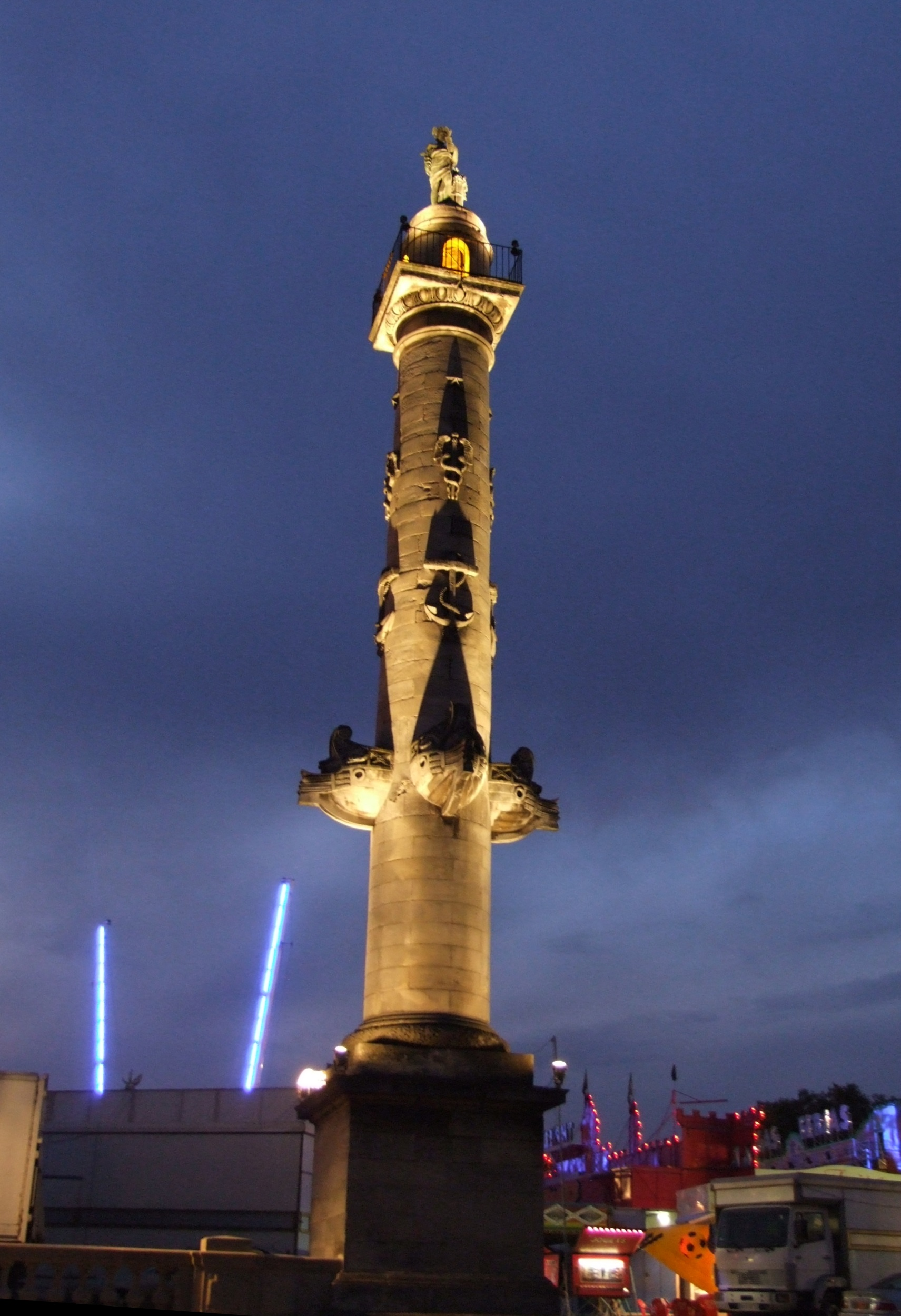
Kolumna w Bordeaux
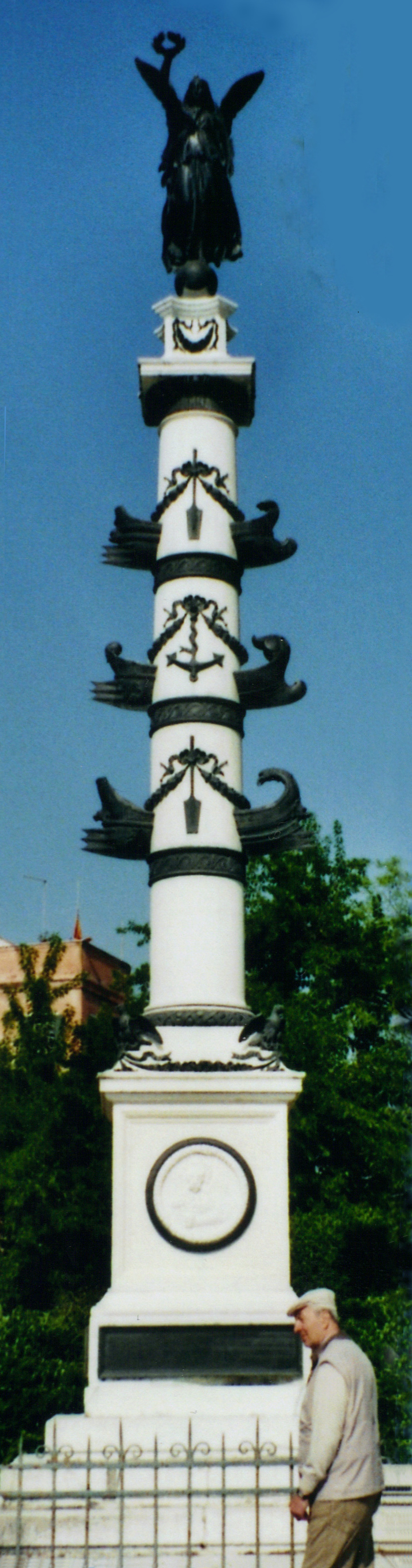
Kolumna w Wenecji (pierwotnie w Puli, Chorwacja)
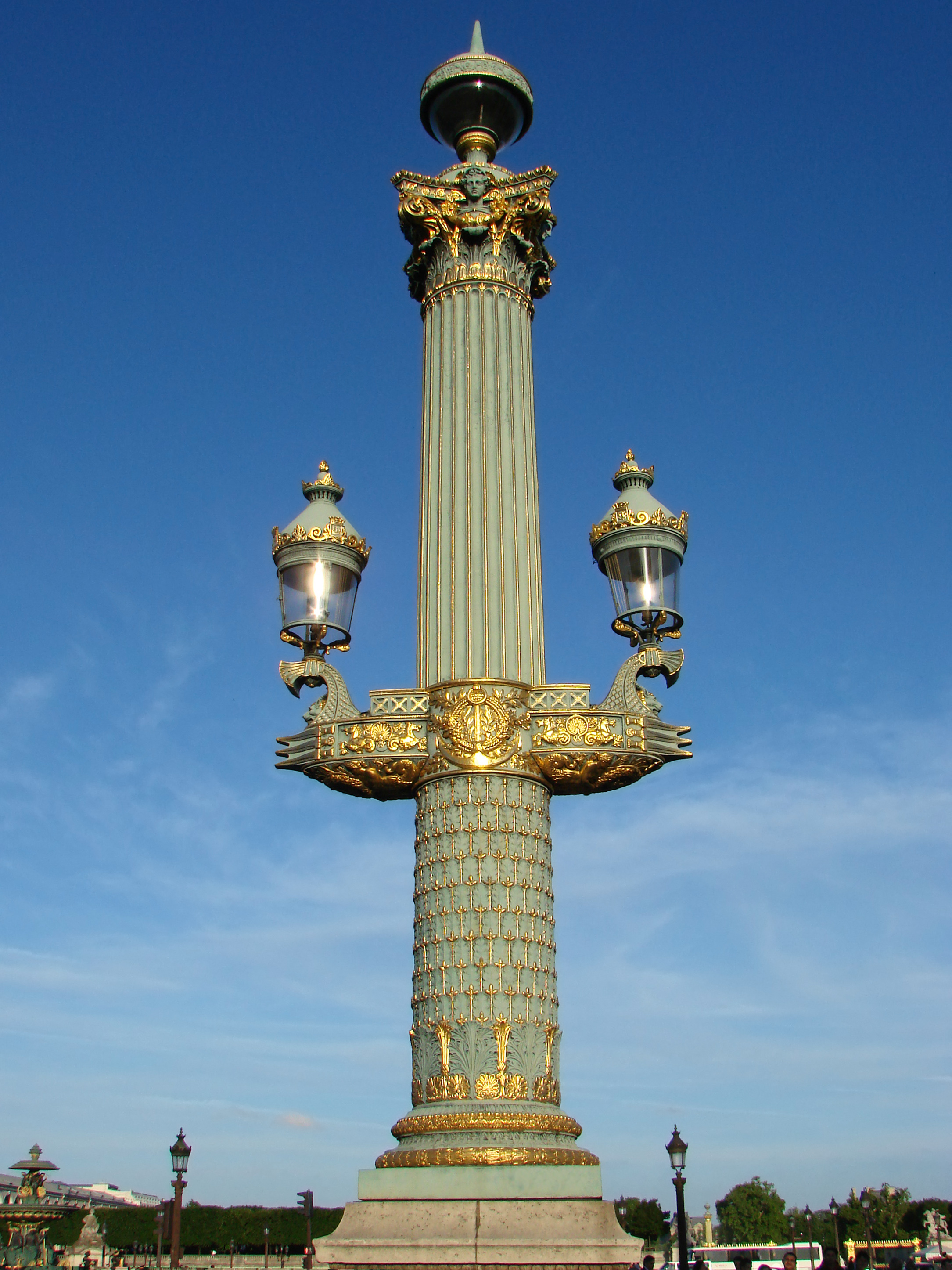
Kolumna na Placu Zgody w Paryżu
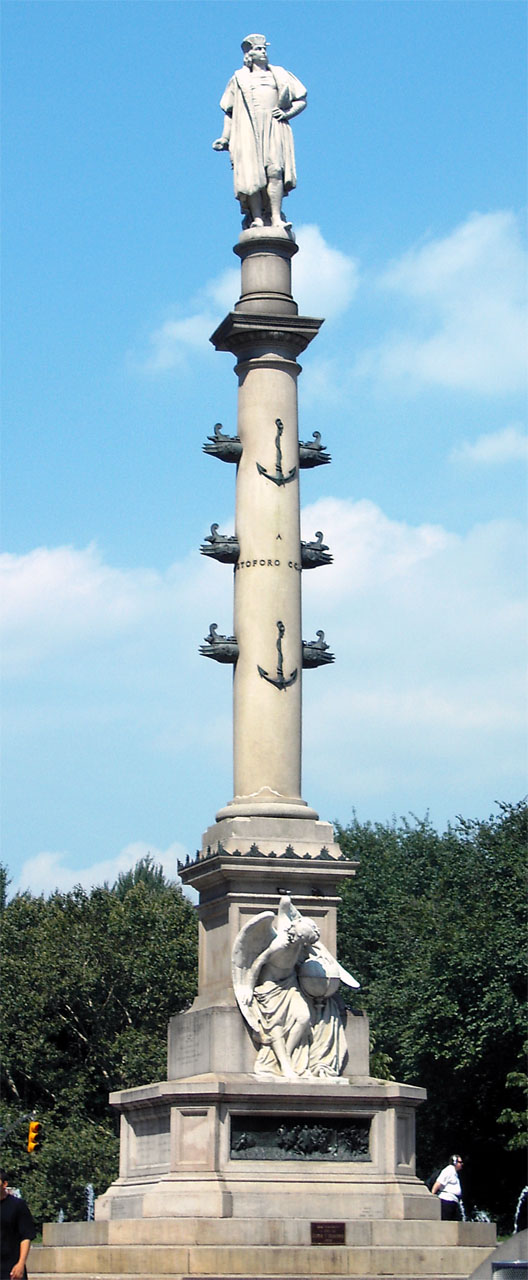
Pomnik Kolumba w Nowym Jorku

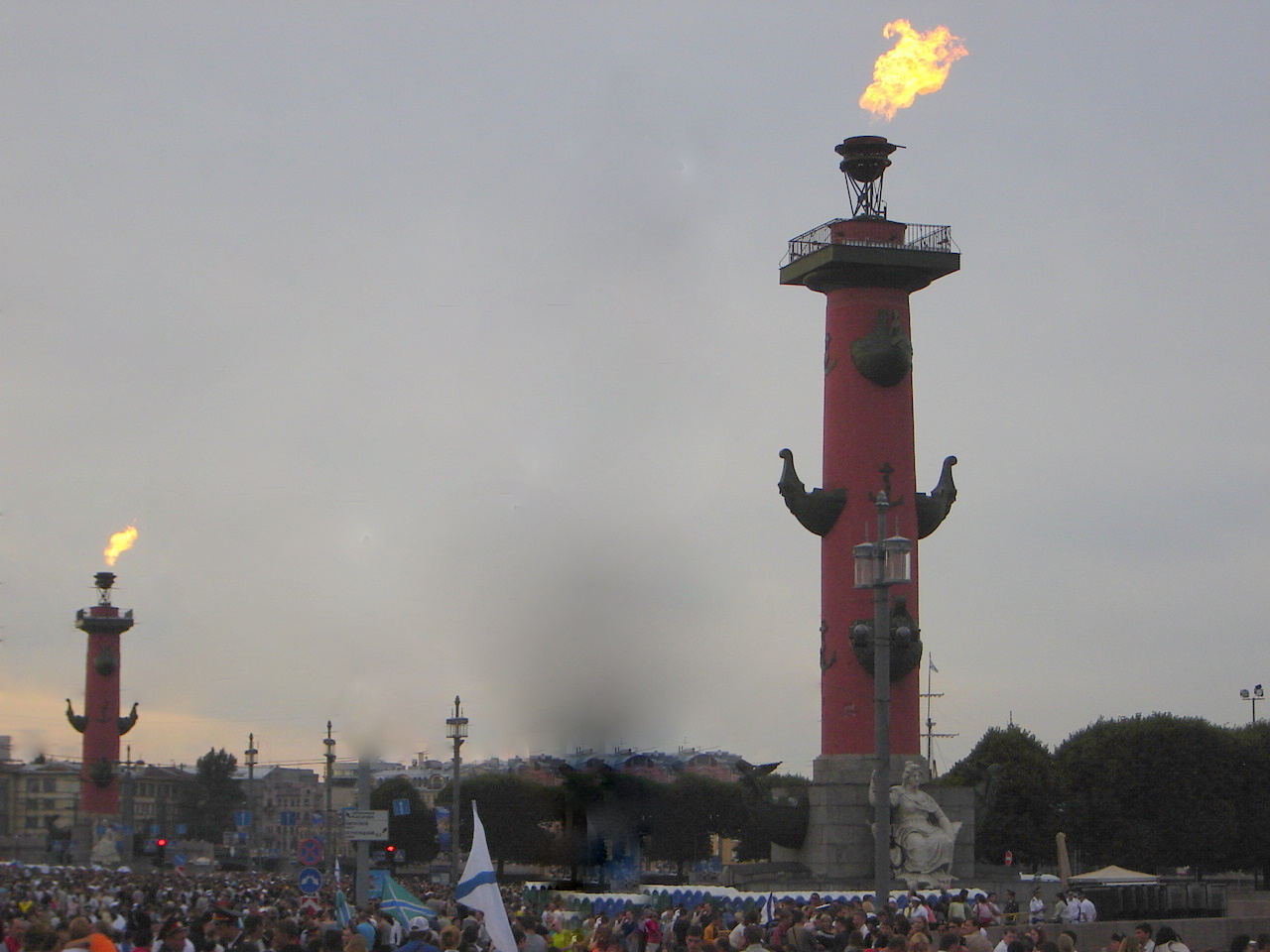
Kolumny na Wasiliewskim Ostrowie w Sankt Petersburgu
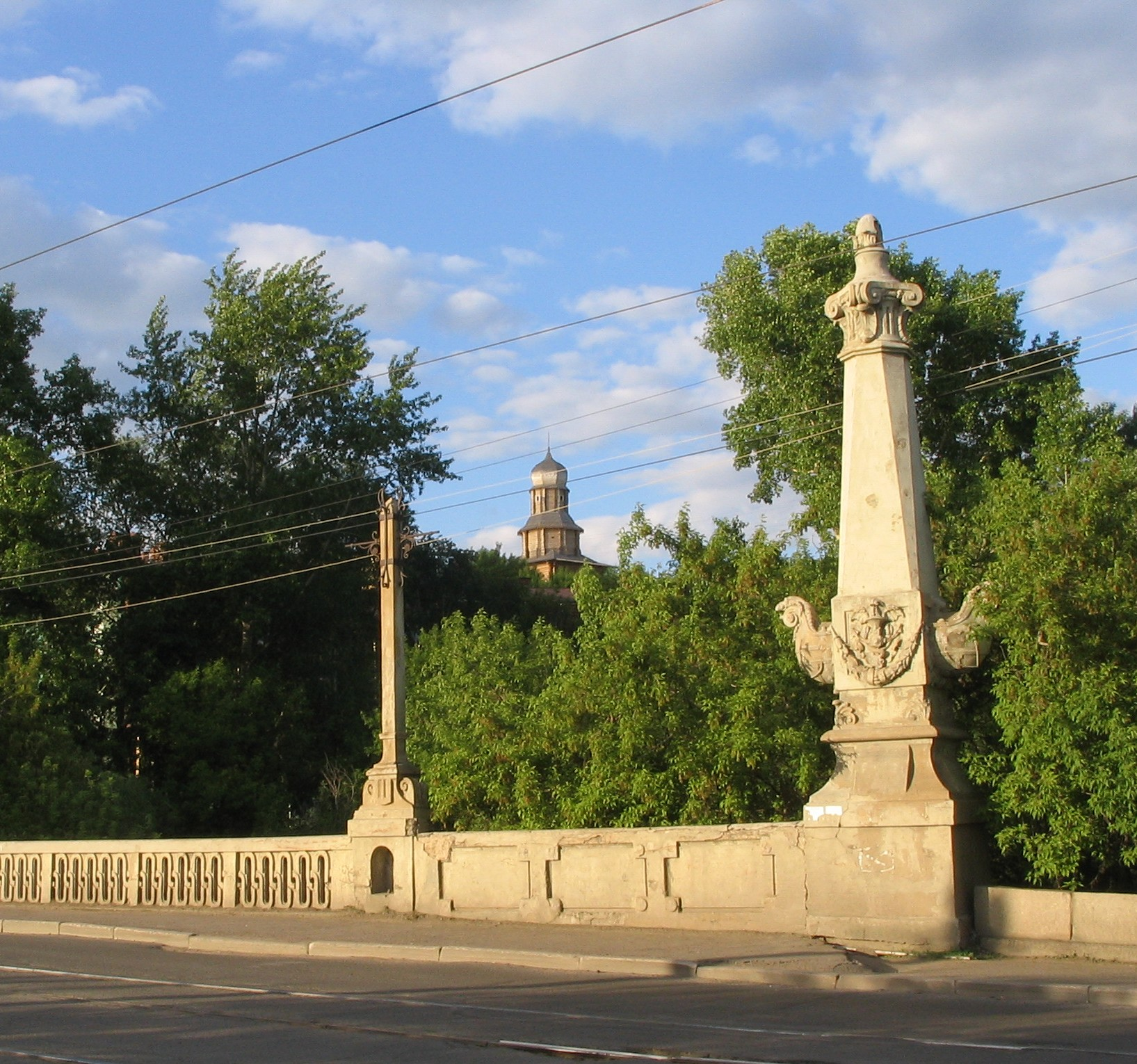
Kolumna w Tomsku
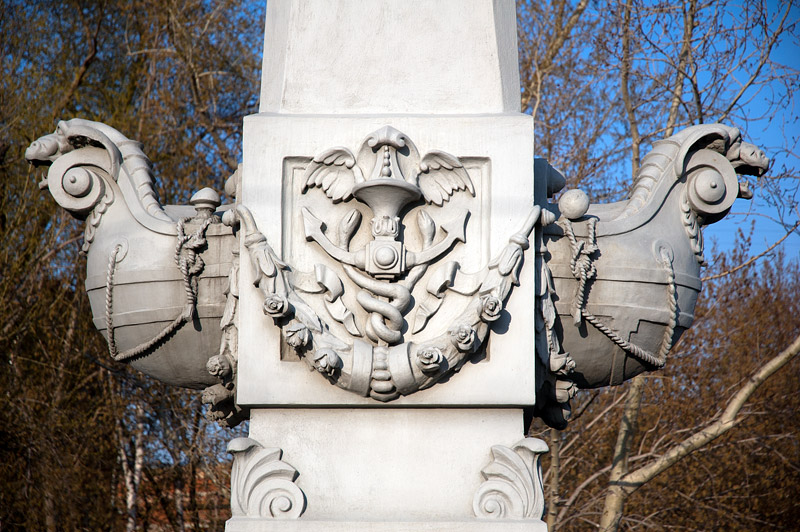
Szczegół kolumny w Tomsku
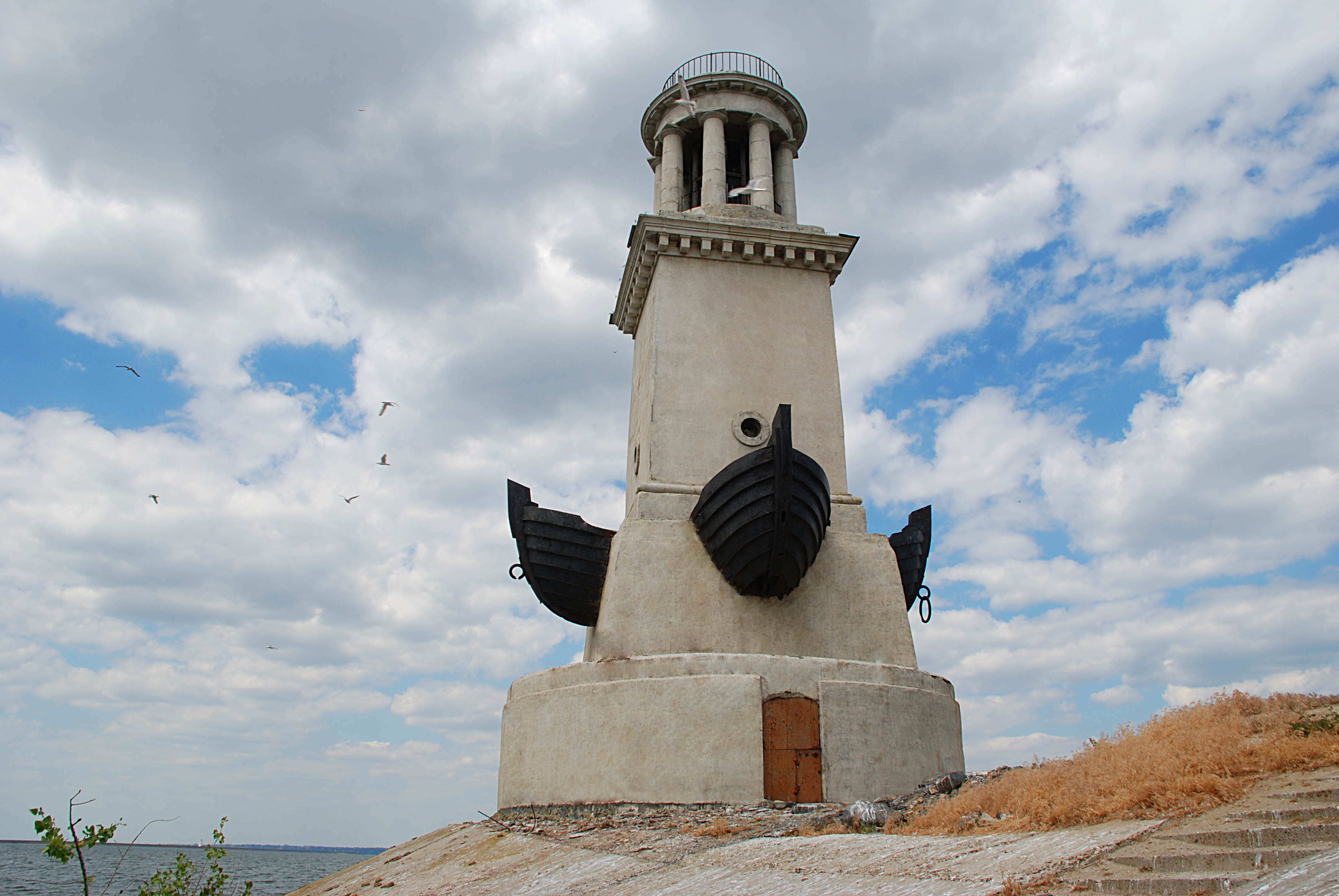
Latarnia w Wołgodońsku nad Zbiornikiem Cymlańskim.

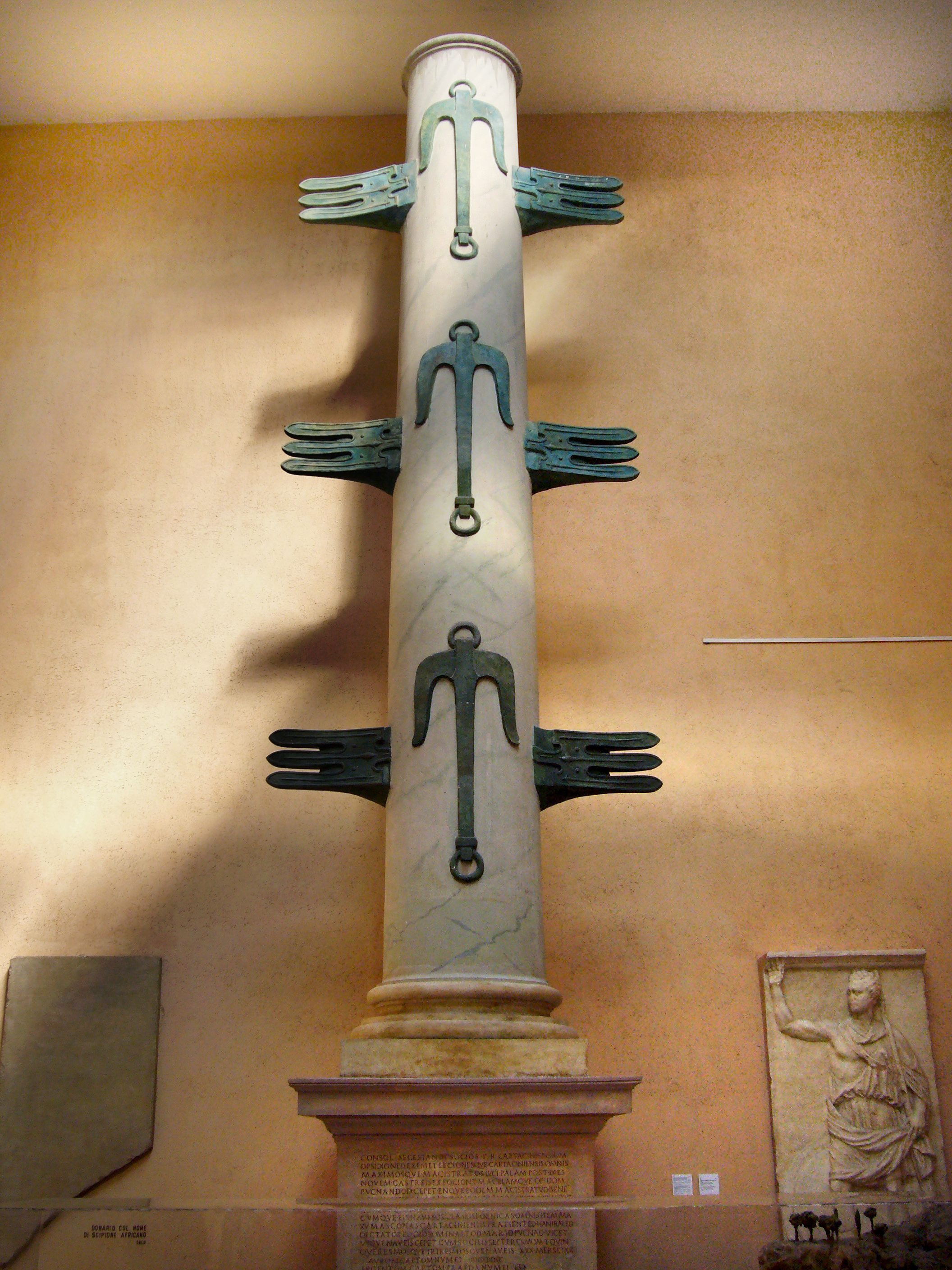
Rekonstrukcja kolumny Gajusza Duiliusza
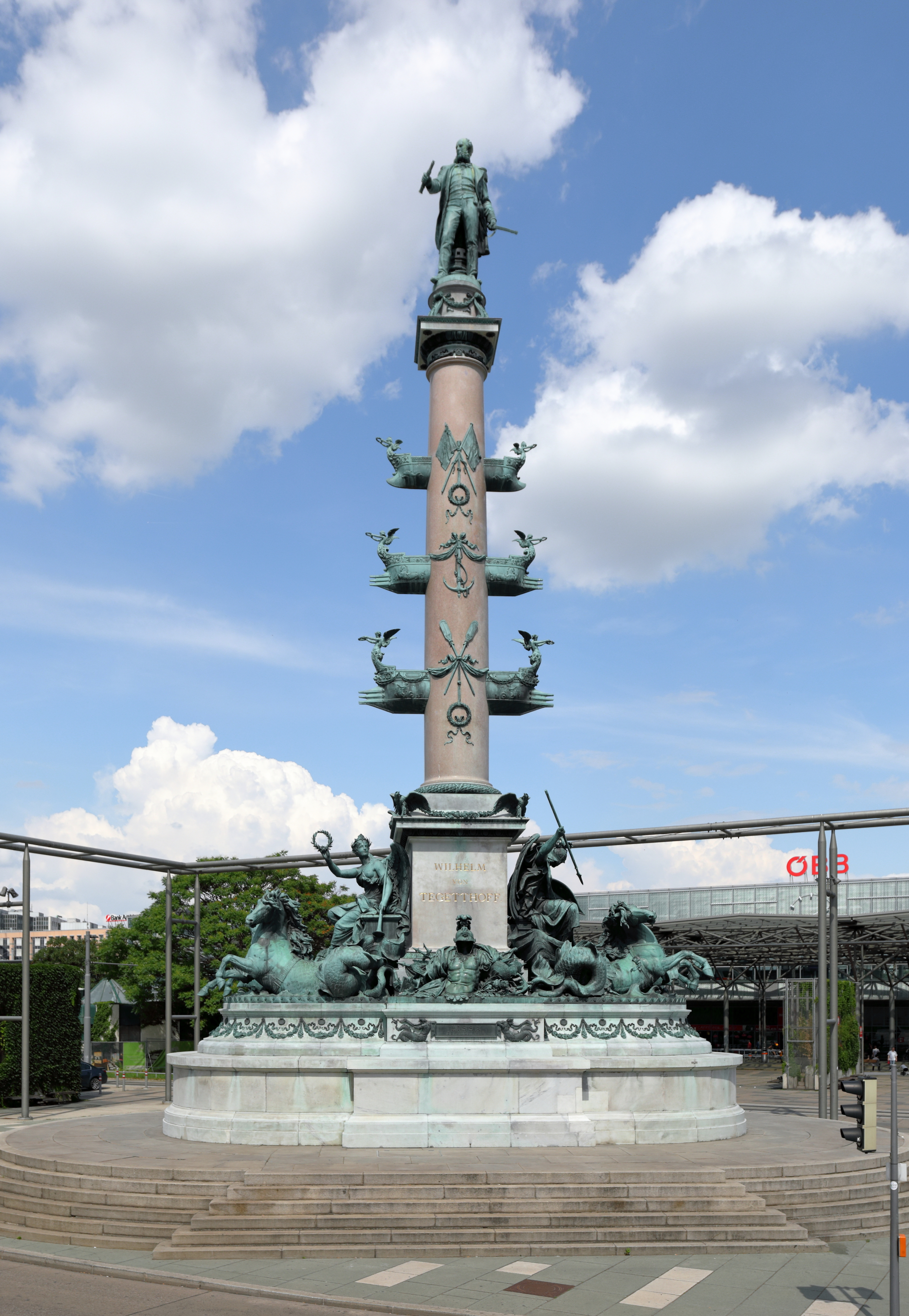
Kolumna Tegethoffa na Praterstern w Wiedniu
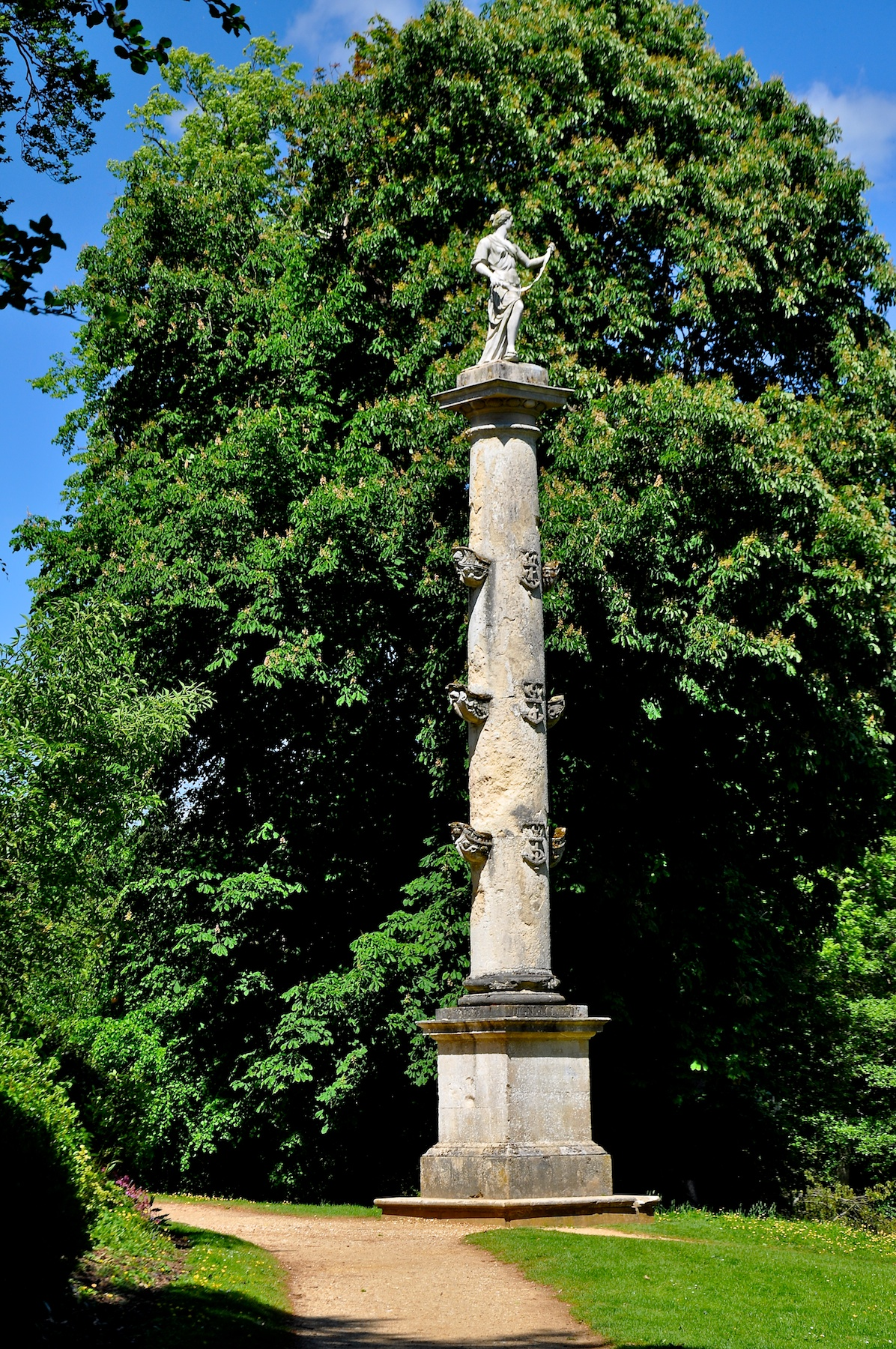
Kolumna kapitana Tomasza Grenville w Stowe Landscape Gardens, Buckinghamshire
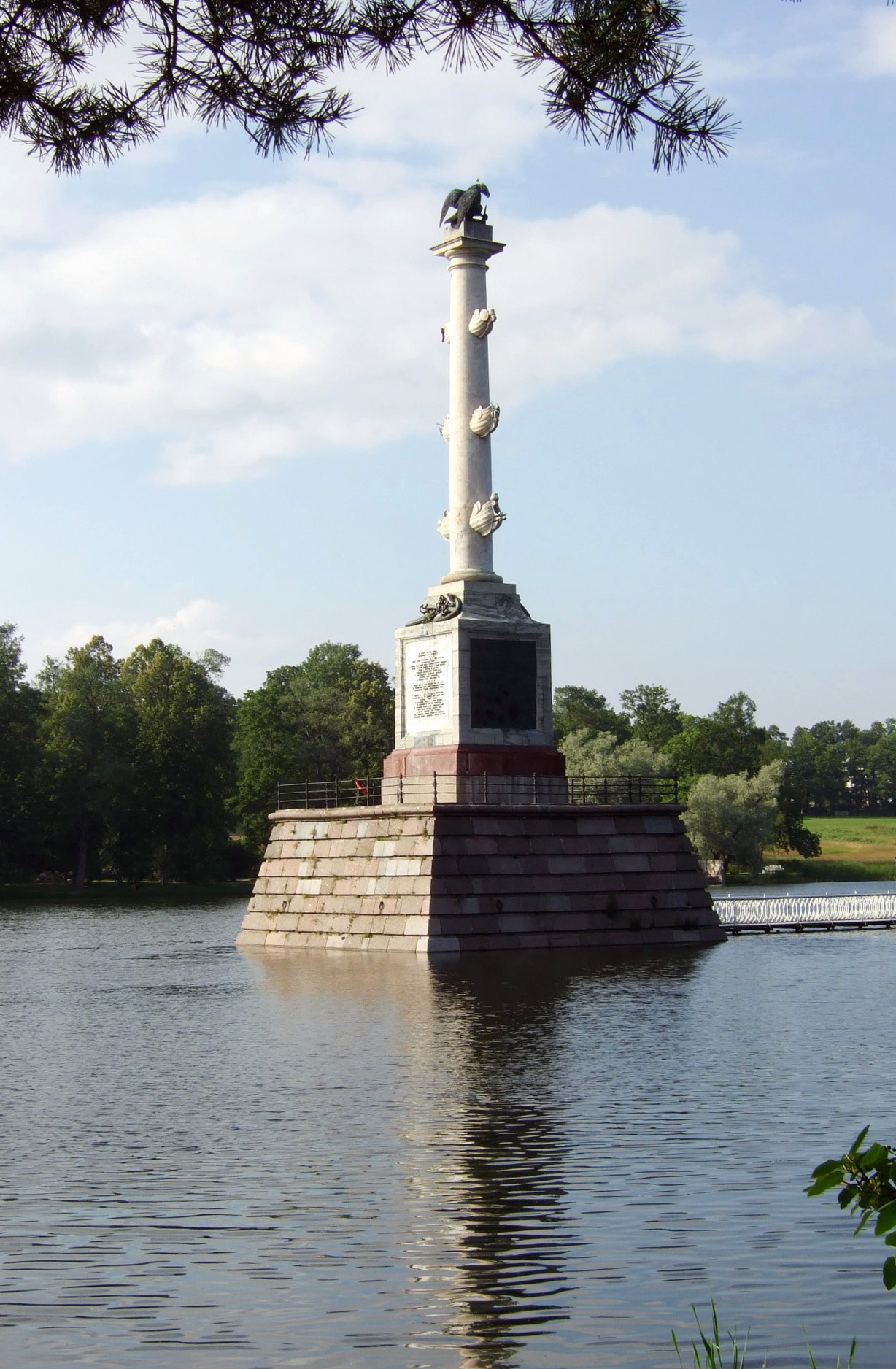
Kolumna bitwy pod Czesmą w Carskim Siole